# 김진호 (가수)
김진호(1986년 5월 21일~ )는 대한민국의 가수로, SG 워너비의 메인보컬이다.

## 학력
- 서울용마초등학교
- 대원고등학교
- 경희대학교 포스트모던음악학과

## 음반

### 정규 앨범
- 2013년 2월 14일: 정규 1집 〈오늘 - 당신의 외로움과 함께이고 싶습니다〉
- 2014년 9월 17일: 정규 2집 〈사람들〉
- 2019년 10월 4일: 정규 3집 〈노래샘〉

### 스페셜 앨범
- 2013년 7월: 여름스페셜 앨범 <한강愛(애)>
- 2017년 2월: 디지털 싱글앨범 <졸업사진>
- 2019년 5월: 디지털 싱글앨범 <엄마의 프로필 사진은 왜 꽃밭일까>
- 2021년 11월: 디지털 싱글앨범 <산타는 이제 오지 않는대요>

### 기타
- 2004년 3월 11일: M To M 1집 〈Antique Voice〉- 객원 멤버
- 2005년 9월 3일: M To M 2집 〈M To M〉- 객원 멤버
- 2007년 2월 2일: 〈All Star (올스타) - 조영수 1st Project Album〉 - 《가시리》 with KCM
- 2007년 12월 11일: M To M 3집 〈The Colorful Voices〉 - 《손에 손잡고》 피쳐링
- 2008년 6월 10일: TGUS 1집 〈God Of Harmony〉 - 《무지개》 피쳐링
- 2008년 8월 27일: MBC 월화드라마 에덴의 동쪽 O.S.T - 《운명을 거슬러》 with 김종욱, 《고백》 (솔로곡)
- 2008년 9월 26일: 씨야 3집 〈Brilliant Change〉 - 《집으로 돌아오는 길》 피쳐링
- 2009년 12월 17일: 김진표 미니앨범 〈Romantic 겨울〉 - 《로맨틱 겨울》 피쳐링
- 2009년 12월 29일: 임현기 2집 〈Tablature Jazz Vol.2 - Lim Hyun Kee Meets Friends〉 - 《러빙》 피쳐링
- 2010년 5월 10일: SBS 월화드라마 〈커피하우스〉 O.S.T Part.2 - 《페이지원》 with 옥주현
- 2011년 3월 25일: 미지 〈Unbelievable〉 (Digital Single) - 《Unbelievable》 피쳐링
- 2015년 10월 10일: JTBC 히든싱어 4 - 2회 출연, 2R 탈락